# هرمانية (نبات)
الهرمانية أو جُلْسُنِيَّة (الاسم العلمي:Hermannia) هي جنس من النباتات تتبع فصيلة الخلنجية من رتبة الخلنجيات.

## أنواع نبات الهرمانية
- هرمانية إسفينية الأوراق
- هرمانية أنطونية
- هرمانية أوليفرية
- هرمانية بالميرية
- هرمانية بورشالية
- هرمانية ترانسفالية
- هرمانية تكسانية
- هرمانية ثلاثية الأوراق
- هرمانية ثنائية اللون
- هرمانية جبلية
- هرمانية جونستونية
- هرمانية خشنة السويق
- هرمانية خطية الأوراق
- هرمانية زوفية الأوراق
- هرمانية سويقية
- هرمانية شائكة
- هرمانية صحراوية
- هرمانية قلبية الأوراق
- هرمانية قليلة الأوراق
- هرمانية قليلة البذور
- هرمانية كبيرة الأزهار
- هرمانية كبيرة الأوراق
- هرمانية كتانية الأوراق
- هرمانية كثيرة الأزهار
- هرمانية لهيبية
- هرمانية لينية
- هرمانية متباينة الأوراق
- هرمانية مترامية
- هرمانية متطاولة الأوراق
- هرمانية متعددة الأزهار
- هرمانية مخططة
- هرمانية مخملية
- هرمانية مضللة
- هرمانية منتشرة
- هرمانية منخفضة
- هرمانية مهترئة
- هرمانية نغتية الأوراق
- هرمانية هتشنسونية
- هرمانية هلبية
- هرمانية وودية